# Homer's Triple Bypass
"Homer's Triple Bypass" är avsnitt 11 från säsong fyra av Simpsons och sändes på Fox i USA den 17 december 1992. I avsnittet får Homer Simpson en hjärtattack och läggs in på sjukhuset. Familjen har inte råd att betala hans trippelbypassoperation och de är oroliga över att Homer kommer dö snart. Efter att de får reda på att Dr. Nick Riviera erbjuder alla operationer till ett billigt pris bestämmer de sig för att anlita honom. Avsnittet skrevs av Gary Apple och Michael Carrington och regisserades av David Silverman.

## Handling
Homer sitter och kollar på Springfield-versionen av Cops medan han äter. Marge kommer förbi och varnar honom om den ohälsosamma maten som han äter. Homer får då bröstsmärtor men det går över. Vid frukosten nästa dag ger Marge familjen gröt. Homer upptäcker då en fluga i maten och slänger den och äter istället bacon och ägg. Homer är på väg till jobbet och stannar vid en bilverkstad då han hör ett oljud i bilen. Bilen visar sig inte ha några fel utan det är hans hjärta som verkar ha problem, påpekar verkstadspersonalen. Homer noterar inte vad verkstadskillen säger och fortsätter till jobbet. På jobbet blir Homer inkallad till Mr. Burns som skäller ut Homer för hans dåliga resultat på jobbet, han får då en hjärtinfarkt och tuppar av men återfår medvetandet efter Mr. Burns ber Smithers att skicka en skinka till Marge. Då Homer vaknar avbryter Burns skinkleveransen till Homers ilska. Homer är på sjukhuset där Dr Hibbert berättar för Homer att han måste ha en trippelbypassoperation, vilket kostar 30 000 amerikanska dollar. Homer får då en ny hjärttack och priset är nu 40 000 istället. Homer får besök av sina vänner och resten av familjen får reda på vad som hänt honom.
Marge frågar Homer varför de inte har sjukförsäkring genom jobbet och han berättar att de tog bort den för att få ett flipperspel i personalrummet. Homer går till en livförsäkringsbyrå men han nekas försäkringen efter att han får en hjärtattack där. Marge och Homer ser på TV en reklamfilm för Dr. Nick Riviera som lovar att genomföra alla operationer för 129,95. De bestämmer sig för att anlita honom. Lisa börjar läsa sig till om hur Homers operation ska gå till medan Dr. Nick förbereder sig för operationen genom se en instruktionsvideo om hur man gör men slutet har någon spelat över. Det är operationen och Marge är ute med Bart och Maggie i väntrummet medan Lisa är på läktaren till operationssalen. Dr. Nick har problem med att vet vad han ska göra så Lisa börjar hjälpa honom. Operationen lyckas och familjen är glada över att Homer överlevde.

## Produktion
Avsnitt var inte skriven av en av de ordinarie författarna utan av frilansarna Gary Apple och Michael Carrington som anlitades eftersom de hade få författare sedan flera författare slutade efter säsong tre. Apple eller Carrington har därefter medverkat i serien som röster. Idén kom från James L. Brooks, som ville att Homer skulle få en hjärtattack. Författarna gillade inte idén men skrev ändå ett manus. De ville ha en scen där Homer pratar med Bart och Lisa före operationen men hade problem att komma på en idé så Brooks gjorde delen och framförde den för författarna. De hade tänkt från början låta Dr Hibbert få göra operationen men det ändrades till Dr. Nick. Under första visningen av avsnittet hade Dr. Nick ett riktigt telefonnummer; i andra visningar har det varit ett påhittat sedan telefonägarens advokater hade hört av sig.
Produktionen trodde att David Silverman skulle kunna göra avsnittet roligt genom animeringen så han fick regissera avsnittet. Han fick arbeta hårt för att göra Homers mimik så rolig som möjligt i en annars dyster handling. Mike Reiss pappa är läkare och de frågade honom om de medicinska termerna i manusarbetet. Avsnittet skulle från början ha slutat med att Homer äter en pizza i sjukhussängen och Marge skulle fråga en sköterska varifrån han fick den, som en referens till en flashbackscen. Men de tog bort scenen och ersatte den med att hela familjen träffade Homer igen.

## Kulturella referenser
TV-delen med Cops från Springfield fanns inte med i den första animeringen utan fick läggas in senare för avsnittet skulle var för kort annars. När Homer gör en strumpteater för Lisa och Bart, använder han Akbar och Jeff, som båda är figurer skapade av Matt Groening. Homer kör bakom en lastbil som har som last som består av huset som var födelseplatsen för Edgar Allan Poe, den scenen lades in av David Silverman. Scenen där Homer sjunger i en kyrka som en pojke är baserad på filmen Solens rike.

## Mottagande
Avsnittet hamnade på plats 16 över mest sedda program under veckan med en Nielsen ratings på 14.3 vilket ger 13,2 miljoner hushåll. Avsnittet var det näst mest sedda på Fox under veckan.
Warren Martyn och Adrian Wood har i boken I Can't Believe It's a Bigger and Better Updated Unofficial Simpsons Guide beskrivit att avsnittet har ett budskap och ger äntligen Dr. Nick möjligheten att lyckas. De gillar mest scenen då Lisa drömmer vad Homer skulle göra i himlen. Då Krusty säger till Homer att han inte har smink är en av Matt Groenings favoritrepliker från serien